# Garcia Fernandes

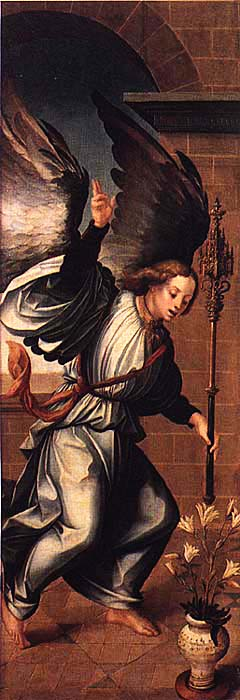
Angelo dell'Annunciazione, opera di Garcia Fernandes nel Museo Machado de Castro a Coimbra

Garcia Fernandes (1514 ? – 1565?) è stato un pittore portoghese, tra i maggiori del Rinascimento portoghese. Come molti dei pittori dell'epoca, fu uno degli alievi della scuola di Lisbona di Jorge Afonso, pittore reale di Manuele I del Portogallo.

## Biografia
Negli anni del 1530 del Cinquecento lavorò a Coimbra per il Monastero di Santa Clara-a-Velha e il Monastero della Santa Croce. Tra il 1533 e il 1534, insieme a Cristóvão de Figueiredo e Gregório Lopes furono realizzate tre pale d'altare del Monastero Ferreirim, vicino a Lamego. Successivamente dipinse i pannelli per il transetto della chiesa di San Francesco ad Évora.
A Lisbona, eseguì la pala d'altare del convento di Trindade e della tavola per la Cappella di San Bartolomeo della Cattedrale di Lisbona (1537 circa), nonché di un grande dipinto a olio, Le nozze di sant'Alessio (un tempo noto come Le nozze di Re Manuele del Portogallo) (1541), ora nel Museo di São Roque . Fernandes dipinse persino pale d'altare commissionate per la cattedrale di Goa Velha, nell'India portoghese, allora parte dell'Impero portoghese.
Garcia Fernandes si sposò nel 1518 e ebbe almeno nove figli. I suoi dipinti possono essere visti in diverse chiese e monasteri in tutto il Portogallo, così come nel Museo nazionale d'arte antica (Lisbona) e nel Museo Machado de Castro (Coimbra).

## Opere (parziale)

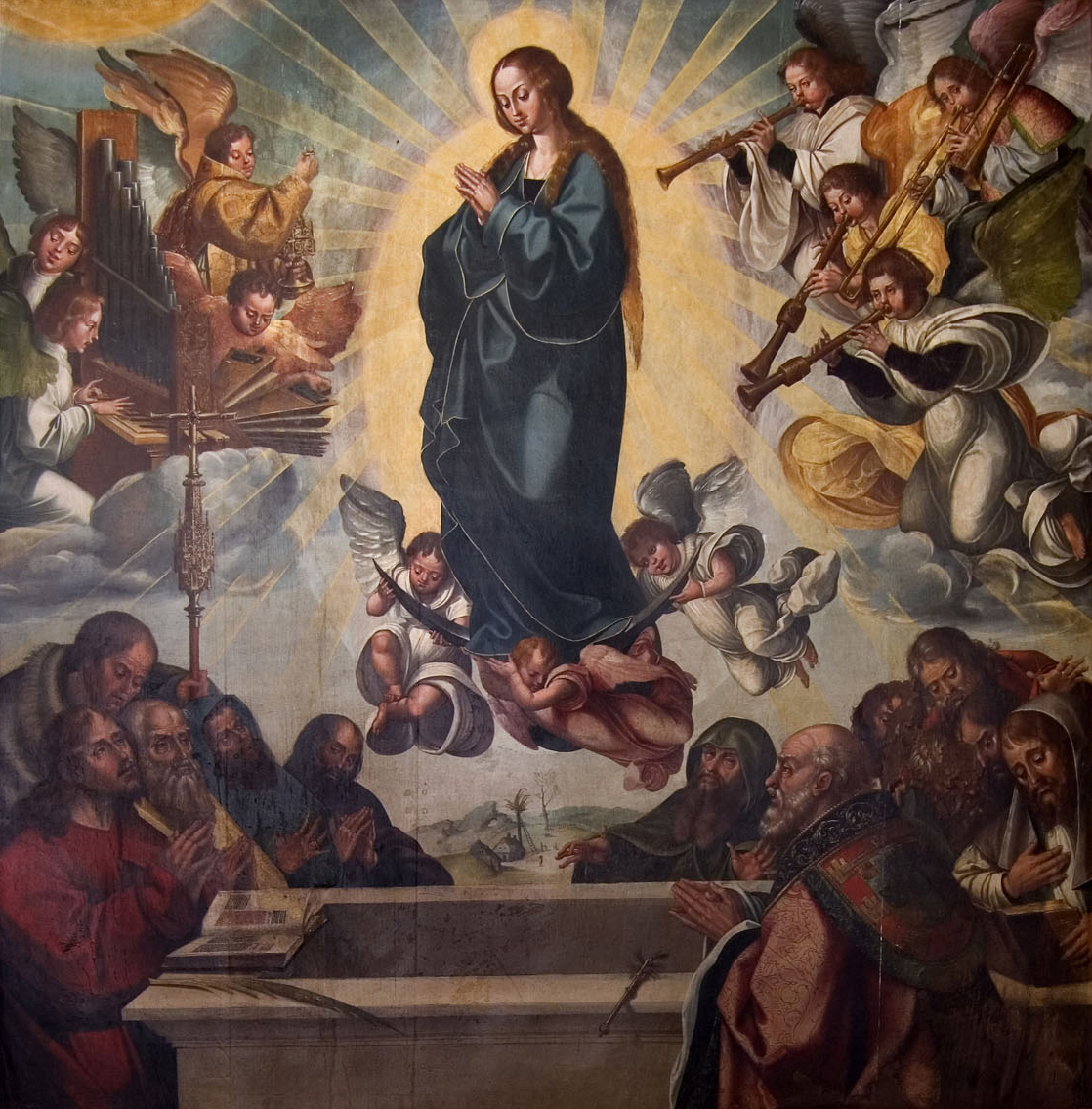
Assunzione della Vergine, 1530 circa, Diocesi di Porto

- Santi Matteo e Giovanni Evangelista, 1520, Museo nazionale d'arte antica
- San Michele arcangelo (attribuzione incerta), 1530-1540, Museo nazionale d'arte antica
- Polittico dei Santi Mártires Veríssimo, Máxima e Júlia, 1530, Museo Carlos Machado
- Flagellazione, 1530, Museo Carlos Machado
- Trascinamento per le strade, 1530, Museo Carlos Machado
- Annunciazione del martirio, 1530, Museo Carlos Machado
- Sbarco a Lisbona, 1530, Museo Carlos Machado
- Assunzione della Vergine, 1530, Diocesi di Porto
- Trittico dell'Apparizione di Cristo alla Madonna, 1531, Museo Machado de Castro
- Predica di sant'Antonio ai pesci, 1535-1540, Museo nazionale d'arte antica
- Polittico del Monastero della Trinità, 1537, Museo nazionale d'arte antica
- Trasfigurazione di Cristo, 1537, Museo nazionale d'arte antica
- Resurrezione di Cristo, 1537, Museo nazionale d'arte antica
- Battesimo di Cristo, 1537, Museo nazionale d'arte antica
- Santissima Trinità, 1537, Museo nazionale d'arte antica
- Natività, 1537, Museo nazionale d'arte antica
- Presentazione al Tempio, 1537, Museo nazionale d'arte antica
- Ascensione di Cristo, 1537, Museo nazionale d'arte antica
- Pentecoste, 1537, Museo nazionale d'arte antica
- Presentazione al Tempio, 1538, Museo nazionale d'arte antica
- Nozze di sant'Alessio, 1541, Museo San Rocco